# Štěpán Benoni
Štěpán Benoni (* 23. srpna 1984 Praha) je český filmový, televizní a divadelní herec a dabér.

## Život
Narodil se v Praze a již v dětství hrál v řadě inscenací Národního divadla. Nejprve studoval střední knihkupeckou školu, poté přestoupil na Hudebně dramatický obor Pražské konzervatoře. Během studia hostoval např. v Divadle na Vinohradech, v libereckém Divadle F. X. Šaldy, nebo v Národním divadle. Po škole nastoupil do angažmá kladenského Městského divadla, kde ztvárnil desítky rolí. Za postavu Christophera v inscenaci Podivný případ se psem byl nominován na Cenu Thálie.  V současné době[kdy?] hraje v Divadle Bez Zábradlí, v Žižkovském divadle, Komorní činohře a především v Divadle Studio DVA.

## Osobní život
V létě roku 2013 se oženil s herečkou Vladimírou Striežencovou.

## Filmografie

### Filmy
- Tobruk (2008) – voják na hlídce
- PIKO (2010) – Dan Horyna
- Škoda lásky – polibek pro vítěze (2014) – TV inscenace
- Bony a klid 2 (2014) – Mareš
- Gangster Ka – Afričan (2015)
- Jan Hus – Cesta bez návratu (2015) – dokudrama
- Jeroným Pražský – Poslední útěk (2016) – dokudrama (písař Petr z Mladonovic)
- Princezna a písař (2014) – Šimon
- Matky (2021) – Zdeněk
- Prvok, Šampón, Tečka a Karel (2021) – barman Patrik
- Řekni to psem (2022)

### Televizní seriály
- Ulice (2005) – Štěpán Stránský
- Kriminálka Anděl III (2012) – Sládek
- Vyprávěj V. (2013) – Matěj Dvořák
- Škoda lásky - Polibek pro vítěze (2013) – Járin
- Cirkus Bukowsky (2014) – Miky Lébl
- Život a doba soudce A. K. (2014) – šéfredaktor Hanuš
- Všechny moje lásky (2015) – Dominik Koucký
- Pustina [TV minisérie] (2016) – Adam Vašíček
- Zločin v Polné (2016) – četník Tilš
- Drazí sousedé (2016) – Filip Skalický
- Policie Modrava (2015) – Staněk
- Ordinace v růžové zahradě 2 ( 2017-2024) MUDr. Marek Doležal
- Modrý kód (2016) – policista prap. Ondřej Černý
- Modrý kód (2018) – policista prap. Ondřej Černý
- Tátové na tahu (2018) – Jakub Beran
- Sever (2019) – policista kpt. Vítek Brázdil
- Bez vědomí (2019) – Vlach
- Kukačky (2021) – Hynek
- Zoo (2022) – Marek Rokl
- Duch (2022) – Emil
- ZOO Nové začátky (2025) – Marek Rokl

### Dabing
- Star Wars VII – Síla se probouzí (2015) – Kylo Ren
- Star Wars VIII – Poslední z Jediů (2017) – Kylo Ren
- Star Wars IX – Vzestup Skywalkera (2019) – Kylo Ren